# 任意性
任意性（英語：arbitrariness）是“由偶然性、突发性或冲动性决定，而不是由必然性、理性或原则决定的”一种属性。
任意决策不一定与随机决策相同。例如，在1973年石油危机期间，如果牌照是奇数，美国人只能在奇数天购买汽油；如果他们的车牌是偶数，则允许在偶数天购买汽油。该系统定义明确，不受随机限制；然而，由于车牌号码与一个人购买汽油的适合性完全无关，因此它仍然是人们的任意分工。类似地，学龄儿童通常按姓氏首字母顺序组织排列，这是一种非随机但仍然随意的方法（至少在姓氏不相关的情况下）。